# Conoplectus acornus
Conoplectus acornus är en skalbaggsart som beskrevs av Christopher E. Carlton 1983. Conoplectus acornus ingår i släktet Conoplectus och familjen kortvingar. Inga underarter finns listade i Catalogue of Life.